# Laura Egger (Eishockeyspielerin)
Laura Marie Egger (* 28. August 2000 in Buchloe) ist eine ehemalige deutsche Eishockeytorhüterin, die zuletzt für den ECDC Memmingen in der Fraueneishockey-Bundesliga spielte.

## Karriere
Laura Egger begann mit dem Eishockeysport beim EV Bad Wörishofen als Torhüterin und kam ab 2015 parallel beim EV Königsbrunn zum Einsatz. Im Jahre 2018 wechselte sie zum HC Landsberg in die U20-Mannschaft. 
In der Saison 2020/21 spielte sie für den ECDC Memmingen in der Frauen-Bundesliga.  